# Troy Parrott
Troy Daniel Parrott (* 4. února 2002) je irský fotbalista, který hraje jako útočník za nizozemský klub AZ a irskou reprezentaci.
Svou kariéru začal v Tottenhamu, za který ale odehrál pouze dva zápasy. Z klubu byl na hostování v Millwallu, Ipswich Town, Milton Keynes Dons, Preston North Endu a Excelsioru. Od roku 2024 hraje za AZ.
Irsko reprezentoval v kategoriích U17 a U19. Od roku 2019 hraje za reprezentaci do 21 let. Od roku 2019 hraje také za seniorskou reprezentaci.